# كيفن ديفيس
كيفن ديفيس (بالإنجليزية: Kevin Davis)‏ هو لاعب جمباز أمريكي، ولد في 1966 في تشارلستون في الولايات المتحدة.

## روابط خارجية
- كيفن ديفيس على موقع الاتحاد الدولي للجمباز (biography) (الإنجليزية)
- كيفن ديفيس على موقع اللجنة الأولمبية الدولية (الإنجليزية)
- كيفن ديفيس على موقع أوليمبيديا (الإنجليزية)